# Xènia Tostado Caballero
Xènia Tostado Caballero (Igualada, 27 d'agost de 1981) és una actriu catalana.
Els seus inicis com a actriu van ser amb les sèries Javier ya no vive solo i Paco y Veva. El personatge de Vanesa a la sèrie Sin tetas no hay paraíso (2008-2009) li va donar molta popularitat.

## Biografia
Va estudiar en una escola de teatre d'Igualada fins als 18 anys, quan va decidir traslladar-se a Madrid per seguir estudiant. Als 21 anys va obtenir un paper per a la sèrie de televisió Javier ya no vive solo. En aquesta sèrie va actuar amb actors com Emilio Aragón, Emilio Gutiérrez Caba o Fernando Guillén Cuervo, amb el qual posteriorment coincidiria a Sin tetas no hay paraíso.
Després d'una aturada de sis anys com a actriu protagonista, un nou projecte la va rellançar, el seu paper com "La Vane" a Sin tetas no hay paraíso. En aquesta sèrie és Vanessa, amiga de Catalina, la protagonista. Vanessa és una jove a la qual la seva amiga Jéssica inicia en el món del narcotràfic i la prostitució. A causa d'això acaba convertint-se en una drogoaddicta. Després de la sèrie, s'embarca en la producció 23 F: Història d'una traïció el 2009. El 2011 participa en la sèrie de Telecinco Piratas. en què dona vida a la sensual Victoria Falcón, a més d'intervenir en quatre episodis de la sèrie Física o Química d'Antena 3 interpretant a Dafne, la cap d'Àlma al bar Rodeo. Més tard entra a formar part del repartiment de Bandolera, també d'Antena 3, com a Lupe.
Des de gener de 2015 fins a abril d'aquest mateix any interpretava a Lorda Maldonado a la sèrie d'Antena 3 Amar es para siempre. A causa de la seva maternitat, va deixar la sèrie i es va traslladar a viure a Fuerteventura. El seu personatge, Lourdes Maldonado, moria després d'un part complicat.

## Vida privada
Des de 2005, és parella del també actor Rodolfo Sancho, a qui va conèixer durant el rodatge de la pel·lícula Cuba libre. El 7 de març de 2015 va néixer la seva primera filla, anomenada Jimena.

## Filmografia

### Televisió
- 2018: Gigantes
- 2015: Teresa, com la Princesa d'Éboli
- 2015: Amar es para siempre com a Lourdes Maldonado.
- 2012: La decisión de Raquel (Telecinco) com a Raquel.
- 2011-2012: Bandolera (Antena 3) com a Lupe.
- 2011: Física o Química (Antena 3) com a Dafne.
- 2011: Piratas (Telecinco) com a Victoria Falcón.
- 2009: 23F: Historia de una traición (Antena 3) (minisèrie) com a Pilar.
- 2008-2009: Sin tetas no hay paraíso (Telecinco) com a Vanessa.
- 2006: Matrimonio con hijos (Cuatro) personatge episòdic.
- 2006: Los simuladores (Cuatro) personatge episòdic, com a Silvia.
- 2005: Amar en tiempos revueltos (La 1) personatge secundari, com a Fanny.
- 2005: Ana y los 7 (La 1) personatge episòdic.
- 2004: Sopa boba (Telecinco) personatge episòdic.
- 2004: Paco y Veva (La 1) personatge episòdic.
- 2002-2003: Javier ya no vive solo (Telecinco) personatge secundari, com a Lucía.
- 2001: Pagats per riure (K3).
- 1998-1999: Médico de familia (Telecinco).

### Cinema
- Alpha (2013)
- Bon appétit (2009) ... Eva .
- Salir pitando. Dir. Álvaro Fernández Armero. Repartiment.
- Dolly Parton. Curtmetratge. Protagonista.
- Cuba libre. Dir. Ramón García. Secundària.
- Sojelfer. Dir. David López de Tuñas. Protagonista.
- Promedio rojo (2004). Dir. Nicolás López. Amiguetes Entertaiment. Principal, com a Cristina Santelices.
- Lola, a little Spanish Girl. Dir. Belén Herrera de la Osa.
- Me estoy quitando. Dir. Juan Alberto de Burgos.
- De ladrones y profetas. Dir. Juan Alberto de Burgos.
- La pipa de Paco. Curtmetratge. Dir. Jaime García.